# Felicita
Felicita je žensko osebno ime.

## Izvor imena
Ime Felicita izhaja iz latinskega imena Felicitas, kakor se je imenovala rimska boginja blaženosti. Ime razlagajo iz latinske besede felicitas v pomenu besede »rodovitnost, plodovitost; sreča, blaženost; uspeh«  

## Različice imena
Cita, Felica, Felicija

## Tujejezične različice imena
- pri Italijanih: Felicita
- pri Nemcih: Felicitas
- pri Poljakih: Felicyta

## Pogostost imena
Po podatkih Statističnega urada Republike Slovenije je bilo na dan 31. decembra 2007 v Sloveniji število ženskih oseb z imenom Felicita: 51.

## Osebni praznik
V koledarju je ime Felicita zapisano 7. marca (Felicita, svetnica in mučenka, † 7.mar. 203) 

## Zanimivosti
- na Slovenskem znana Felicita je redovnica Felicita Kalinšek, avtorica Slovenske kuharice (COBISS)
- Sv. Felicita († 7.mar. 203) je v ječi tudi rodila, zato velja za zavetnico porodnic.